# اکساکوسا، منگن
اکساکوسا، منگن (به لاتین: Akçakoca, Mengen) یک منطقهٔ مسکونی در ترکیه است که در استان بولی واقع شده‌است.

## خصوصیات
اکساکوسا ۱۲۵ نفر جمعیت دارد.